# 稲妻 (映画)
『稲妻』（いなづま）は、1952年（昭和27年）公開の日本映画。監督は成瀬巳喜男。製作、配給は大映。モノクロ、スタンダードサイズ、映倫番号:792。

## スタッフ
- 企画：根岸省三
- 監督：成瀬巳喜男
- 原作：林芙美子『稲妻』
- 脚本：田中澄江
- 助監督：西條文喜
- 撮影：峰重義
- 撮影助手：中尾利太郎
- 照明：安藤真之助
- 照明助手：田熊源太郎
- 録音：西井憲一
- 録音助手：清水保太郎
- 美術：仲美喜雄
- 装置：石崎喜一
- 小道具：神田一郎
- 背景：河原太郎
- 園芸：高花重孝
- 移動：大久保松雄
- 工作：田村誠
- 電飾：金谷省三
- 美術助手：岩見岩男
- 衣裳：藤木しげ
- 技髪：牧野正雄
- 結髪：篠崎卯女賀
- 音楽：斉藤一郎
- 編集：鈴木東陽
- 音響効果：花岡勝次郎
- スチール：坂東正男
- 記録：堀本日出
- 俳優事務：中山照子
- 製作主任：佐竹喜市

## キャスト
- 小森清子（バスガイド） - 高峰秀子
- おせい（清子の母） - 浦辺粂子
- 縫子（清子の長姉） - 村田知栄子
- 嘉助（清子の兄） - 丸山修
- 屋代光子（清子の次姉） - 三浦光子
- 龍三（縫子の夫） - 植村謙二郎
- 田上りつ（光子の死んだ夫の妾） - 中北千枝子
- 綱吉（パン屋） - 小沢栄
- 杉山とめ（清子の下宿先） - 滝花久子
- 国宗つぼみ（とめの隣人） - 香川京子
- 国宗周三（つぼみの兄） - 根上淳
- 桂（おせいの家の間借り人） - 杉丘毬子
- バスの運転手 - 高品格
- バスの客 - 宮嶋健一
- 伊達正
- 須藤恒子
- 新宮信子
- 竹久夢子
- 紀原耕
- 高見寛
- 佐々木正時
- 鈴木信
- 松村若代
- 日高加月枝
- 浜路真千子

## 受賞歴
- 1952年度 第3回ブルーリボン賞[1][2]
  - 作品賞 - 『稲妻』
  - 監督賞 - 成瀬巳喜男（『稲妻』、『おかあさん』）
  - 助演女優賞 - 中北千枝子（『丘は花ざかり』、『稲妻』）